# Brazil's Next Top Model
Brazil's Next Top Model (ou abreviado BrNTM) é a versão brasileira do reality show original americano America's Next Top Model. O programa foi produzido pelo Canal Sony e pela produtora Moonshot Pictures por três temporadas consecutivas durante os anos de 2007 a 2009, ano em que foi cancelado. Em 2012, a Rede Record compra o formato, mudando o nome para Top Model, o Reality, remodelando o show para algo mais popular.

## Origem
Em 2007, a filial brasileira do canal a cabo especializado em séries televisivas, o Sony Entertainment Television, decidiu implementar o projeto de desenvolvimento de uma variação brasileira para o programa criado por Tyra Banks nos Estados Unidos.
A ideia era seguir o modelo original em termos de formato de disputa e acerca do prêmio que seria oferecido à vencedora. Mas foi decidido que a atitude quanto às candidatas seria "menos cruel" do que aquela vista no original dirigido por Tyra.
No processo de produção, uma das decisões que mais atraiu atenção foi aquela referente à escolha da modelo brasileira que exerceria a função reservada a Tyra Banks no original.
A primeira opção do Canal Sony fora a top model número um do país no momento, Gisele Bündchen, que recusou a oferta. A modelo Fernanda Motta foi, então, escolhida para o papel. Para aceitá-lo, Motta, que vive em Nova Iorque, teve de cancelar a maior parte de sua agenda, para que pudesse permanecer no Brasil por dois meses seguidos.
As inscrições para o programa ocorreram durante o mês de julho de 2007 (do dia primeiro ao dia trinta e um), e as gravações começaram no dia dezenove de agosto. A estreia do programa foi no dia 3 de Outubro de 2007.
Apesar do sucesso de audiência, o programa foi cancelado após a terceira temporada, devido à não renovação do contrato para adaptação do formato original.
Em 2012, a Record anunciou a compra do formato. Ana Hickmann se tornaria a apresentadora principal, no lugar de Fernanda Motta e Ticiane Pinheiro assumiu o papel de co-apresentadora das etapas eliminatórias. A atração estreou em 02 de Setembro de 2012.

## FormatoBrazil's Next Top Model
O programa segue o modelo original apresentado mundialmente, onde o episódio se resume em uma aula, seguida de um desafio, um ensaio fotográfico ou filmagem de um comercial, seguido de uma eliminação. A grande final, é composta por um ensaio fotográfico e um desfile.

### Desafio da Semana
O desafio geralmente concentra-se em um elemento importante de modelagem que irá ajudar as candidatas a evoluírem em seus ensaios fotográficos. Um convidado especial apresentado pelo diretor de cena, Carlos Pazzeto, sempre diferente em cada episódio, tem a função de avaliar as concorrentes e decidir, geralmente, uma modelo vencedora do desafio, que recebe um prêmio pela sua vitória. Em algumas ocasiões, é permitido que a vencedora escolha outras candidatas para receberem outros prêmios menores, enquanto às outras, não é dado nada. A partir do Ciclo 2 houve também a abordagem da participante com pior desempenho no desafio, para qual é dado um feedback para melhorias. Ainda houve ocasiões em que foi apontado o Top 3 do desafio, sendo apenas a de melhor desempenho (ou primeiro lugar), a levar o prêmio principal.

### Julgamento e eliminação
Com base na performance das candidatas na semana, os juízes deliberam e decidem qual candidata deve deixar a competição. Uma vez feitas as decisões, as competidoras são chamadas de volta ao estúdio. A apresentadora, Fernanda Motta, chama o nome das participantes que obtiveram um bom desempenho no desafio e no ensaio, dando-lhes uma cópia de sua melhor fotografia. Às últimas duas participantes, cujos nomes não foram chamados, são feitas críticas sobre o porquê delas se encontrarem nessa situação. Após o discurso, a última candidata é chamada, causando, consequentemente, a eliminação da outra. A candidata que é eliminada não recebe a foto.

### Cancelamento
Após uma provável renovação para a quarta temporada, que deveria começar sua produção após a Copa Mundial de Futebol do ano de 2010, o programa teve sua produção suspensa sem explicação à imprensa. Em uma entrevista ao programa Pânico na Rádio Jovem Pan em 3 de março de 2011, a apresentadora e modelo Fernanda Motta explicou que a Sony perdeu os direitos do programa, não tendo mais pretensões de uma nova temporada. Fernanda ainda explicou que existiam possibilidades do programa ser adquirido por outra emissora aberta, porém não se tem conhecimento sobre tanto.

## FormatoTop Model, o Reality
Desde 2009, a Rede Record vinha buscando um formato de reality show que envolvesse o mundo da moda. Após um piloto mal sucedido de uma versão brasileira de Project Runway (que mais tarde, foi adaptado pela Rede Bandeirantes sobre o título de Projeto Fashion), a Rede Record comprou, da Sony, os direitos da adaptação brasileira de America's Next Top Model.
O programa foi remodelado, tendo, por exemplo, a fase de casting ganhado maior destaque, sendo desenvolvido em 3 episódios, diferente do original, apresentado em apenas 1. Neste novo modelo, as candidatas se inscreviam primeiramente pela internet e após as seletivas 500 garotas eram pré-selecionadas. Durante as fases eliminatórias, a modelo Ticiane Pinheiro esteve em cada uma das capitais que abrigou a seletiva e mostrou um pouco da história das meninas. Destas 500, 16 pré-selecionadas passam por uma nova bateria de testes, onde foram julgadas por nomes famosos da moda brasileira. Finalmente, são escolhidas 4 meninas de cada capital, compondo um casting de 24 candidatas.
Na segunda fase do programa, onde a competição é realizada, as modelos ficaram confinadas na cada da apresentadora Ana Hickmann, na cidade de Itu, SP, convivendo com a apresentadora, passando por testes de fotografia, vídeo e passarela, além de provas comerciais, de resistência e convivência. A grande final será realizada ao vivo.
Entre a nova bancada de jurados e consultores, estão nomes como Zeca de Abreu, dono da agência de modelos Way Models, Gustavo Sarti, consultor de moda da Rede Record, Matheus Mazzafera, stylist e diretor de ensaios, Dudu Bertholini, estilista e Namie Wihby, instrutor de passarela, sendo os dois últimos os únicos remanescentes do corpo de jurados do programa original.

### Seletivas Regionais
Com o novo formato, o que antes era conhecido como "casting" ganha um novo figurino, transformando-se numa etapa seletiva apresentada em 3 episódios, mostrando as seletivas regionais. Foram feitas seleções em Porto Alegre e Florianópolis, para a região Sul; São Paulo e Rio de Janeiro, para a região Sudeste; Goiânia, para a região Centro-Oeste; e Fortaleza, para a região Nordeste. A única região a não ter sua própria seletiva foi a região Norte, fato que não foi comentado pela emissora.
Nesta primeira fase, a seleção é feita por jurados independentes da bancada e o programa é comandado pela apresentadora e modelo Ticiane Pinheiro. O processo foi divido em 2 dias nas seguintes etapas:
- Primeiro Dia: São convocadas do processos nacional uma média de 450 candidatas, que devem passar nos testes de: Medidas (onde são avaliadas se as meninas estão com o corpo de acordo com a indústria da moda), Passarela, Fotografia e Vídeo. Ao término de cada teste, algumas garotas são eliminadas, sobrando apenas 16 para cada o segundo dia.
- Segundo Dia: Maquiagem, Passarela e Fotografia de Biquíni, sendo eliminadas 12 garotas, deixando as 4 selecionadas ao Top 24, que participam do programa na casa da apresentadora Ana Hickmann.

### Casa da Ana Hickmann
Na segunda fase do programa, o Top 24 é enviado para a Casa de Ana Hickmann, onde, no primeiro dia, passam por uma nova eliminatória com os jurados oficiais, restando apenas 14 meninas. Estas passam por testes de fotografia, passarela e vídeo, até sobrarem apenas 3 candidatas, que se enfrentam ao vivo pelo voto popular, na grande final.

## Temporadas
| Temporada            | Estreia                | Vencedora       | 2ª colocada       | Outras competidoras, em ordem de eliminação | Destino      |
| -------------------- | ---------------------- | --------------- | ----------------- | --- | ------------ |
| 1                    | 3 de outubro de 2007   | Mariana Velho   | Ana Paula Bertola | Dandara Oliveira, Danielle Zimmermann, Isabella Chaves, Anne Wrobel, Andréa Medina, Érycka Martins, Karin Cavalli, Lana Sartin, Ana Paula Costa, Mariana Richardt, Lívia Senador                   | Trancoso     |
| 2                    | 4 de setembro de 2008  | Maíra Vieira    | Élly Rosa         | Luana Carolline, Isabel Corrêa, Flávia Giussani, Carolline Vieira, Flávia Gleichmann, Rebeca Sampaio, Alinne Giacomini, Marianna Henud, Dayse Lima, Priscila Mallmann, Malana de Freitas           | Buenos Aires |
| 3                    | 10 de setembro de 2009 | Camila Trindade | Bruna Brito       | Jéssyca Schamne, Liana Góes, Rafa Xavier, Camila Shiratori, Rafaela Machado, Giovahnna Ziegler, Fabiana Teodoro, Julliana Aniceto, Bia Fernandes, Tatiana Domingues, Mírian Araújo                 | Paris        |
| Top Model, o Reality | 2 de setembro de 2012  | Camila Andrade  | Paloma Bicalho    | Lívia Studart, Luana Reichert, Jéssica Vas, Tamirys Macedo, Jéssica Nobre, Nathália Gomes, Viviana Oliveira, Fátima Correia, Fernanda Gomes, Rafaella Rodrigues, Edudarda Ferreira, Sancler Frantz | Aruba        |